# Descanso vagus
Descanso vagus är en spindelart som beskrevs av George William Peckham och Elizabeth Maria Gifford Peckham 1892. Descanso vagus ingår i släktet Descanso och familjen hoppspindlar. Inga underarter finns listade i Catalogue of Life.